# Marche-marche
Marche-marche foi uma técnica de tortura usada no Exército Brasileiro como forma de punição. De acordo com Demerval Peixoto, a técnica foi uma herança da escravidão no Brasil, e sabe-se que ela foi muito usada pelo Exército durante a Primeira República. A prática consistia em obrigar o soldado a marchar por horas em um pátio juncado por telhas.